# Гладий, Василий Иванович
Василий Иванович Гладий (укр. Василь Іванович Гладій; род. 23 мая 1972, село Задубровцы, Ивано-Франковская область) — украинский политический деятель. Народный депутат Украины. Член партии Всеукраинское объединение «Батькивщина» с 2000 года.

## Образование
Школьный отдел Черновицкого педагогического училища (1987—1991), «Педагогика и методика начального обучения». Педагогический факультет Прикарпатского университета имени Василия Стефаника (1991—1994), «Педагогика и методика начального обучения», юридический факультет (1994—1998), «Правоведение». Одесский региональный институт государственного управления Украинской академии государственного управления при Президенте Украины (2001—2004), «Государственное управления».
Соавтор историко-краеведческого произведения «Село в дубравой» (1999). Владеет только Украинским языком (гуцульский диалект).

## Карьера
С 1994 года — руководитель факультативов в Задубривской СШ Снятинского района.
С декабря 1994 года — консультант орготдела Снятынской райгосадминистрации.
С мая 1998 года — заместитель председателя, а с декабря 2002 года — председатель Снятынского райсовета.
Ноябрь — декабрь 2007 — и. о. заместителя председателя, а с декабря 2007 — заместитель председателя Ивано-Франковской облгосадминистрации.
Ноябрь 2010 — декабрь 2012 — первый заместитель председателя Ивано-Франковского облсовета.
На парламентских выборах 2012-го года избран народным депутатом VII созыва от партии «Батькивщина» по одномандатному округу № 89 в Ивано-Франковской области, набрав 48,57 % голосов избирателей. В Верховной Раде стал председателем подкомитета по вопросам государственного строительства Комитета по вопросам государственного строительства и местного самоуправления. На досрочных парламентских выборах 2014 года занял по 89 округу 2-е место, набрав 15,53 % голосов избирателей.

## Семья
Украинец. Отец Иван Михайлович (1949) — работник сельского хозяйства, мать Анна Михайловна (1951) — учитель, пенсионер. Жена Ольга Васильевна (1975) — учитель, секретарь Красноставсого сельсовета. Дочери Татьяна (1998) и София (2002).

## Награды
Награждён почётной грамотой Верховной Рады Украины (2006).